# Стіморол
Стіморол (дан. Stimorol) — бренд жувальної гумки яку спочатку виробляла данська компанія Dandy. З 2023 року цей бренд належить  італійсько-нідерландській компанії Perfetti Van Melle.
Компанія була заснована Холгером Соренсеном (Holger Sørensen) в 1915 у місті Вайле під назвою Vejle Caramel- og Tabletfabrik та пізніше перейменовано на Dansk Tyggegummifabrik A/S. Назву «Stimorol» носить основний вид жувальної гумки, що виробляє ця компанія. Спочатку ця жувальна гумка продавалася тільки в Скандинавії (з 1956), а пізніше — в багатьох країнах Європи.
У 1978 компанія випустила новинку — жувальну гумку без цукру, а з 1990-х ввела різноманітні фруктові та м'ятні аромати.
У 2002 р більшість компанії разом з брендами DANDY, STIMOROL, DIROL, та V6 були продані компанії Cadbury Schweppes.  Решта компанії була перейменована на Gumlink.
З 2023 року Стіморол та інші бренди жувальної гумки перейшли у власність італійсько-нідерландській компанії Perfetti Van Melle.